# بوزروال
بوزروال  (بالإنجليزية: BOUZEROUAL)‏ هي جماعة قروية تابعة لإقليم زاكورة ضمن جهة درعة تافيلالت بالمغرب.  بلغ مجموع عدد سكان  بوزروال حسب إحصاءات 2004  حوالي  10060  نسمة من بينهم 1 أجنبي يعيشون في 1054 أسرة.

## إحصاء عام
| السنة | عدد السكان | عدد الأسر | عدد الأجانب |
| ----- | ---------- | --------- | ----------- |
| 1994  | 9444       | 911       | °°°°        |
| 2004  | 10060      | 1054      | 1           |

## دواوير الجماعة
1. الزركان
2. تكشطات
3. اخلوف
4. دويرات
5. تزكين
6. تيكينت...